# Ebenseer Hochkogelhaus
Das Ebenseer Hochkogelhaus ist ein alpines Schutzhaus der Naturfreunde Ebensee im westlichen Teil des Toten Gebirges. Die Hütte liegt in einer Senke direkt vor dem Hausberg, dem Hochkogel, und bietet einen optimalen Ausgangspunkt für die Besteigung des Schönbergs. Versorgt wird die Hütte von einer von der Mittereckeralm ausgehenden Materialseilbahn, die Anfang der 1960er Jahre errichtet wurde.
Ein Höhepunkt im Hüttenbetrieb ist der jährlich am ersten Wochenende im April stattfindende Hochkogel-Riesentorlauf.

## Geschichte
Die am Hochkogel bereits im Jahre 1921 errichtete Notunterkunft wurde durch das am 3. August 1924 eröffnete Ebenseer Naturfreundehaus ersetzt. Nach dem Bau der Materialseilbahn wurde die Hütte in den 1960er und 1970er Jahren auf ihre heutige Größe erweitert.

## Aufstieg
Vom Parkplatz Schwarzenbach (532 m) aus dauert der Aufstieg über das Mittereckerstüberl (804 m) etwa 2½ Stunden.

## Bekannte Wanderziele in der Umgebung des Hauses
- Hochkogel (1591 m) in 10 Minuten
- Hochkogel-Klettersteig in 15 Minuten
- Feuertal-Eishöhle (1730 m) in 1 Stunde
- Schönberg über den markierten Weg Nr. 211–227 in 2 h
- Schönberg über Feuertal und Ostgrat (2093 m) (Weg Nr. 211-230-228) in 3 Stunden

## Übergänge
- zur Ischler Hütte über den markierten Weg Nr. 211 in ca. 2 Stunden
- zur Rettenbachalm über die Ischlerhütte (Weg Nr. 211 bzw. 211a) in ca. 3 Stunden
- zur Rinnerhütte über den Rinnerkogel-Sattel (Weg Nr. 211-230-231) in ca. 5 Stunden
- zum Albert-Appel-Haus durch das Feuertal, vorbei am Wildensee und der Wildenseealm (Weg Nr. 211-230-212-235) in 6 Stunden

## Karten
- Alpenvereinskarte Bl. 15/1 (Totes Gebirge - West), 1:25.000; Österreichischer Alpenverein 2014; ISBN 978-3-928777-29-2.
- ÖK 50 Blatt 96 (Bad Ischl), 1:50.000.

## Einzelnachweise

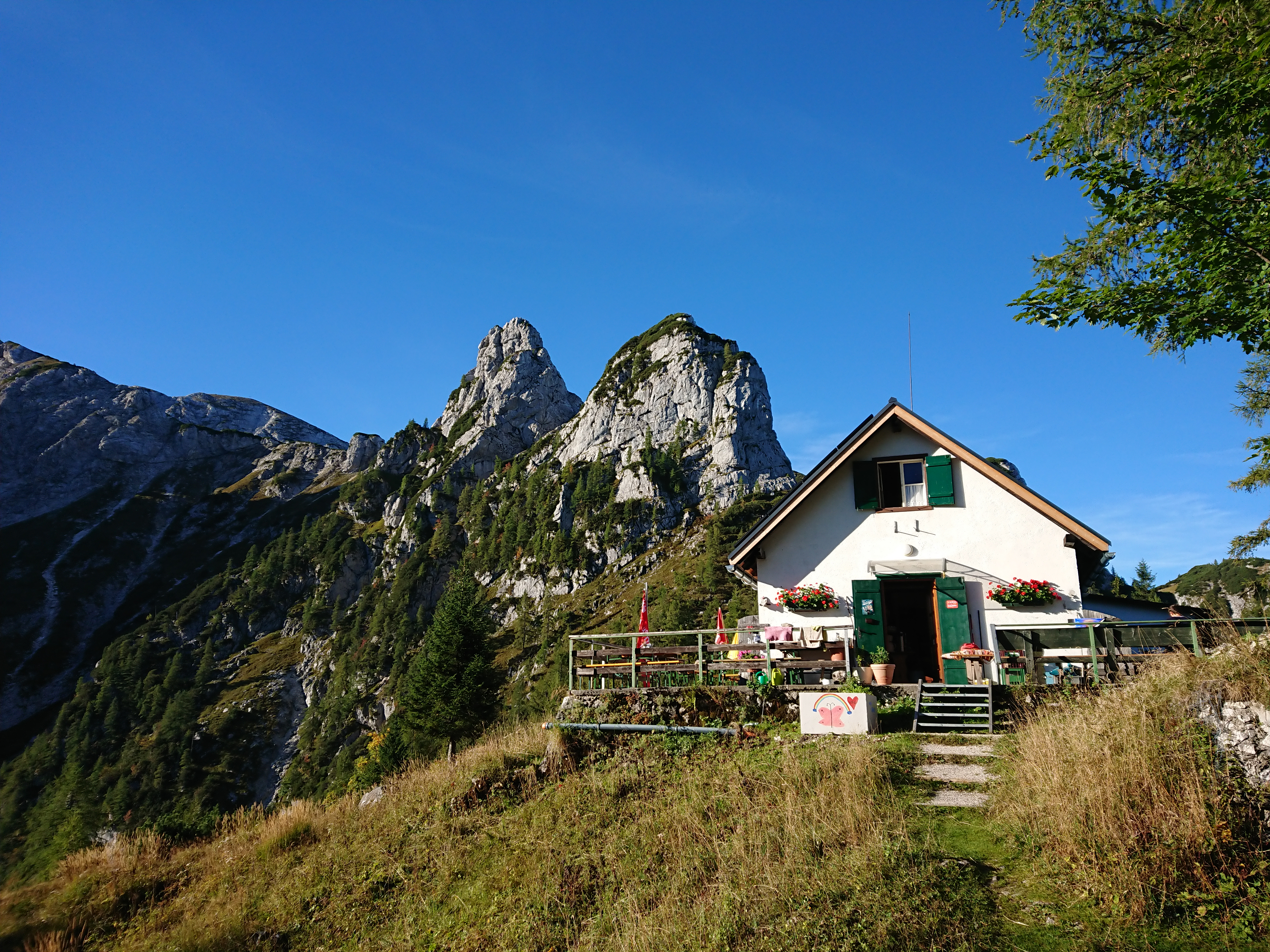
Hochkogelhaus, im Hintergrund Vorderer Rauenkogel (Klettersteig)